# Cyanoliseus
Cyanoliseus is een geslacht van vogels uit de familie Psittacidae (papegaaien van Afrika en de Nieuwe Wereld). De enige soort:
- Cyanoliseus patagonus – Holenparkiet